# Dischistus atlanticus
Dischistus atlanticus is een vliegensoort uit de familie van de wolzwevers (Bombyliidae). De wetenschappelijke naam van de soort is voor het eerst geldig gepubliceerd in 1926 door Santos Abreu.